# Epicephala venenata
Epicephala venenata är en fjärilsart som beskrevs av Edward Meyrick 1935. Epicephala venenata ingår i släktet Epicephala och familjen styltmalar.
Artens utbredningsområde är Taiwan. Inga underarter finns listade i Catalogue of Life.